# Centrale de Belews Creek
La centrale de Belews Creek est une centrale thermique alimentée au charbon située en Caroline du Nord aux États-Unis.